# عبدالعلی بدره‌ای
عبدالعلی بدره‌ای (۳ بهمن ۱۲۹۸ – ۲۳ بهمن ۱۳۵۷) سپهبد نیروی زمینی ارتش، آخرین فرمانده نیروی زمینی شاهنشاهی ایران و فرمانده گارد شاهنشاهی ایران بود. بدره‌ای از امضا کنندگان اعلامیه بی‌طرفی ارتش در ۲۲ بهمن ۱۳۵۷ بود.وی در ۲۳ بهمن ۱۳۵۷ در حالی که درحال طراحی یک کودتا علیه جمهوری اسلامی بود در لویزان ترور شد.

## زندگی‌نامه
عبدالعلی بدره‌ای متولد سوم بهمن ۱۲۹۸ در کرمانشاه بود پس از اتمام تحصیلات در دبیرستان نظام کرمانشاه و تهران وارد دانشکده افسری شد. وی از سال ۱۳۲۱ به صف ارتش پیوست و پس از طی کردن دورهٔ دانشکدهٔ جنگ در سال ۱۳۴۱، مدت کوتاهی را در ساواک مشغول بود و سپس به عنوان معاون و رئیس ستاد لشکر یک گارد شاهنشاهی منصوب شد.
در سال ۱۳۳۳ با درجه سرگردی آجودان محمدرضا پهلوی شد و در سمت فرمانده گردان جاویدان انجام خدمت نمود. در سال ۱۳۴۰ پس از طی دوره ستاد با درجه سرهنگ تمامی در ستاد گارد شاهنشاهی مأمور خدمت شد. در سال ۱۳۴۷ با درجه سرتیپی به سمت معاونت گارد شاهنشاهی منصوب شد. در سال ۱۳۵۰ با درجه سرلشکری فرمانده گارد شاهنشاهی و جانشین فرماندهی گارد شاهنشاهی شد و در سال ۱۳۵۳ با درجه سپهبدی فرمانده گارد شاهنشاهی شد.
شاه قبل از ترک ایران در دی ماه ۱۳۵۷، تغییراتی در فرماندهی ارتش شاهنشاهی ایران داد. به فرمان شاه، سپهبد بدره‌ای از مقام فرمانده لشکر گارد، به فرماندهی نیروی زمینی ارتش برگزیده شد. وی از جمله امرای مورد وثوق و اعتماد شاه بود.
وقتی حتی در بحبوحه انقلاب زمانی که بختیار برای مقابله با انقلابیون قصد داشت رژیم جمهوری اعلام کند (و خود رئیس‌جمهور و قره‌باغی جانشین رئیس‌جمهور شود) بدره‌ای به شدت عصبانی شد و به بختیار ناسزا گفت و خواست با او گلاویز شود که حضار جلسه نگذاشتند و درنتیجه او از جلسه خارج شد.
در روز ۲۳ بهمن همان سال به قتل رسید. قاتل یا قاتلین وی با گذشت چهار دهه همچنان ناشناس مانده‌اند.

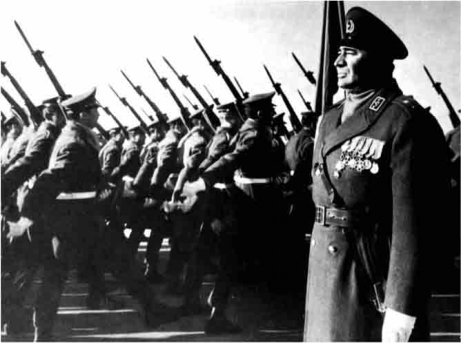
سپهبد بدره ای، در رژه سربازان گارد جاویدان شاهنشاهی

## مشارکت درجلسه تصمیم‌گیری در خصوص بی‌طرفی ارتش
سپهبد بدره‌ای در جلسه اعلام بی‌طرفی ارتش که بدین منظور بین امرای ارتش تشکیل شده بود شرکت و اعلامیه بی‌طرفی ارتش را امضا کرد.بدره ای ضمن امضای این بیانه خواستار ایجاد طرحی برای کنترل مجدد کشور و بازگرداندن محمدرضا شاه به قدرت بود.
وی طی سخنانی در این جلسه بر ناتوانی نیروی زمینی ارتش و لشکر گارد در برابر مردم و انقلابیون تأکید کرد:
- کلیه عده‌های موجود نیروی زمینی در تهران و همچنین لشکر گارد در اختیار فرمانداری نظامی تهران هستند، و نیروی زمینی شاهنشاهی عده اضافی و احتیاط ندارد که برای کمک در اختیار سازمان‌ها و قسمت‌هایی که تلفن زده و تقاضا می‌نمایند، بگذارد.
- یگان گارد جاویدان هم مأموریت مخصوص دارد و باید از کاخ‌های سلطنتی حفاظت نماید، در این مورد هم به دستور ریاست ستاد به سرلشکر نشاط مراجعه شد. جواب داد که حق ندارد از یگان گارد جاویدان برای مأموریت فرمانداری نظامی استفاده کند.
- یک گردان پیاده هم دیروز از لشکر قزوین خواسته بودم ولی چون ستون قادر به برقراری ارتباط با نیروی زمینی نبود، برابر اطلاع در حدود کاروانسرا سنگی مخالفان جاده را بسته و جلوشان را گرفته‌اند که تا این ساعت به تهران نرسیده و اطلاع صحیحی از وضع آن نداریم.
- دیشب ۳۰ دستگاه تانک از لشکر گارد برای کمک به مرکز آموزش دوشان‌تپه نیروی هوایی آماده کردیم ولی چون ارابه‌ها مهمات نداشتند مدتی طول کشید تا از زاغه‌ها مهمات برسد، ساعت ۳ پس از نصف شب به سرپرستی سرلشکر ریاحی فرمانده لشکر گارد حرکت کردند. در تهرانپارس مردم جلوی ستون اعزامی را گرفته ضمن تیراندازی، ارابه‌ها را آتش زدند که ابتدا خبر تیر خوردن و سپس شهادت سرلشکر ریاحی رسید.
- دیشب عده‌ای از پرسنل نیروی زمینی مأمور به فرمانداری نظامی و کلانتری‌ها با بی‌ترتیبی به سربازخانه‌های مربوط مراجعت نموده‌اند که در نتیجه سبب ایجاد وحشت و بی‌نظمی شده‌اند و در بعضی از یگانها نیز هرج و مرج ایجاد گردیده‌است.
- نیروی زمینی که اساساً وضعیت بسیار نامطلوبی داشت، در اثر وقایع ناگوار چند روز اخیر وضع آن به صورتی درآمده که باید بگویم قادر به هیچ‌گونه عملی نمی‌باشد.[۱۰]

## ترور
بدره ای،۲۳ بهمن ۱۳۵۷ (یک روز پس از پیروزی انقلاب) در محل کارش در لویزان در حالی که همراه در کنار ناخدا کمال حبیب اللهی، منوچهر خسروداد و برخی دیگر از ارتشیان بر روی پروژه کودتا علیه حکومت تازه تاسیس جمهوری اسلامی کار می‌کرد، توسط یک درجه‌دار با شلیک چند گلوله ترور شد.
روزنامه اطلاعات در مورد کشته شدن سپهبد بدره‌ای نوشته بود:
 سپهبد بدره‌ای فرمانده نیروی زمینی ارتش شاهنشاهی امروز (۲۳ بهمن ماه ۱۳۵۷) مورد حمله انقلابیون قرارگرفت و پس از آن‌که به شدت مجروح شد به بیمارستان جرجانی انتقال یافت و در بیمارستان درگذشت این خبر حدود ساعت سیزده به دست ما رسید ولی چون از صحت آن اطلاعی در دست نبود با بیمارستان جرجانی تماس گرفته شد و این بیمارستان کشته شدن وی را تأیید کرد.